# Пођо Пиченце
Пођо Пиченце (итал. Poggio Picenze) је насеље у Италији у округу Л'Аквила, региону Абруцо.
Према процени из 2011. у насељу је живело 1036 становника. Насеље се налази на надморској висини од 737 м.

## Становништво
Према резултатима пописа становништва 2011. у општини је живело 1.068 становника.
| 1931. | 1936. | 1951. | 1961. | 1971. | 1981. | 1991. | 2001. | 2011. |
| ----- | ----- | ----- | ----- | ----- | ----- | ----- | ----- | ----- |
| 1.440 | 1.398 | 1.368 | 1.088 | 817   | 857   | 917   | 1.011 | 1.068 |